# 1703 en arts plastiques
| Années des arts plastiques : 1700 - 1701 - 1702 - 1703 - 1704 - 1705 - 1706    |
| Décennies des arts plastiques : 1670 - 1680 - 1690 - 1700 - 1710 - 1720 - 1730 |

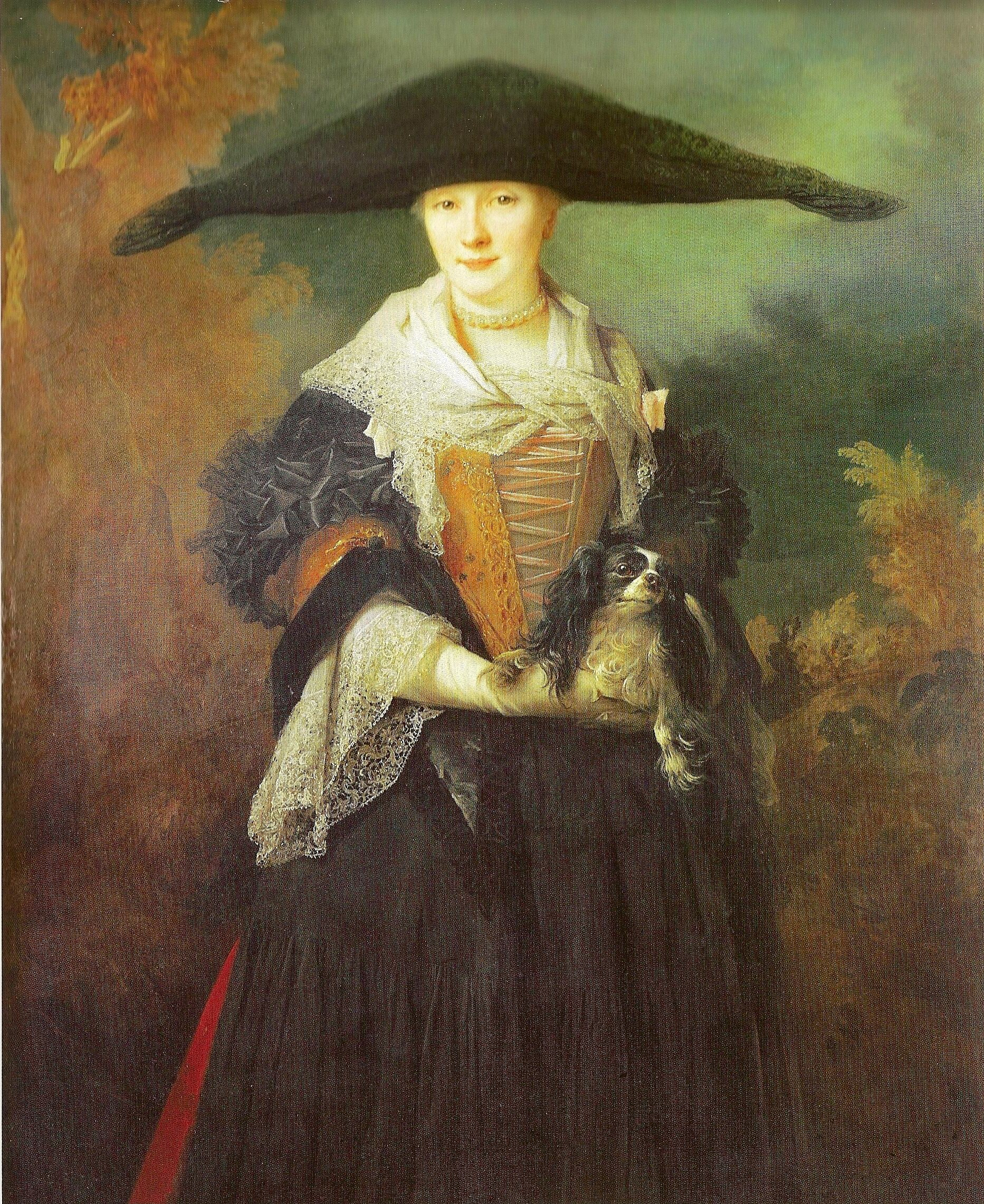
La belle Strasbourgeoise, toile de Nicolas de Largillierre.

Cette page concerne l'année 1703 en arts plastiques.

## Œuvres
- Bataille navale de Vigo, toile de Ludolf Bakhuizen.
- La Belle Strasbourgeoise, tableau de Nicolas de Largillière.

## Naissances
- 18 février : Corrado Giaquinto, peintre rococo italien de l'école napolitaine († 1765),
- 17 mai : Sebastiano Ceccarini, peintre baroque italien († 26 août 1783),
- 29 septembre : François Boucher, peintre français († 30 mai 1770),
- ? :
  - Giuseppe Duprà, peintre de portrait de cour italien († 1784),
  - Ignazio Hugford, peintre néoclassique italien († 1778),
  - Pierre Charles Trémolières, peintre français († 11 mai 1739).

## Décès
- 7 janvier : Francesco Civalli, peintre italien (° 1660),
- 26 juillet : Gérard Audran, graveur et dessinateur français (° 2 août 1640),
- 29 décembre : Pierre Mosnier, peintre français (° 17 mai 1641),
- ? :
  - Lazzaro Baldi, graveur et peintre baroque italien (° 1624),
  - Johannes Gottlieb Glauber, peintre néerlandais (° 1656).
- Matthias Withoos, peintre néerlandais (° 1627).